# Michaił Dauhalawiec
Michaił Wiktarawicz Dauhalawiec błr. Міхаіл Віктаравіч Даўгалявец (ur. 18 maja 1990 w Mińsku) – białoruski bokser, uczestnik Letnich Igrzysk Olimpijskich w Londynie, brązowy medalista Letniej Uniwersjady 2013 w Kazaniu, reprezentant drużyny Baku Fires w rozgrywkach ligi WSB.

## Kariera
W styczniu 2011 został mistrzem Białorusi w kategorii półciężkiej. W czerwcu 2011 reprezentował Białoruś na Mistrzostwach Europy w Ankarze. Na mistrzostwach przegrał swój pierwszy pojedynek z reprezentantem Turcji Canerem Soyakiem, przegrywając jednym punktem (17:18). We wrześniu 2011 rywalizował na Mistrzostwach Świata w Baku. W pierwszym pojedynku zmierzył się z Kubańczykiem Julio de la Cruzem, z którym przegrał na punkty (11:25). W styczniu 2011 rywalizował na Mistrzostwach Europy Studentów w Moskwie, kończąc udział na ćwierćfinale.
W kwietniu 2012 uzyskał kwalifikacje na Letnie Igrzyska Olimpijskie 2012 w Londynie. W kwalifikacyjnym turnieju dla Europy, który miał miejsce w Trabzonie doszedł do półfinału w kategorii półciężkiej. W sierpniu rywalizował na Igrzyskach Olimpijskich 2012, startując w kategorii półciężkiej. W 1/16 finału przegrał z Ukraińcem Ołeksandrem Hwozdykiem, odpadając z rywalizacji. W listopadzie tego samego roku zdobył mistrzostwo Białorusi w kategorii półciężkiej.
W lipcu 2013 zdobył brązowy medal na Letniej Uniwersjadzie w Kazaniu.